# バル・タブラ
バル・タブラ（Ballou Tabla、1999年3月31日 - ）は、コートジボワール出身のカナダ代表サッカー選手。アトレティコ・オタワ所属。ポジションはFW。

## クラブ経歴
モントリオール・インパクトのアカデミー出身。2015年11月10日、モントリオール・インパクトのセカンドチームであるFCモントリオールとプロ契約を締結した。2016年4月9日、ユナイテッドサッカーリーグのトロントFC II戦でプロデビューを果たし、プロ初ゴールも決めた。
2016年10月20日、2017年シーズンよりモントリオール・インパクトとホームグロウンプレーヤー契約を結ぶことが発表された。
2018年1月25日、FCバルセロナBに移籍。
2019年1月31日、アルバセテ・バロンピエにレンタル移籍。
2019年8月7日、モントリオール・インパクトにレンタルで復帰。2020年1月、モントリオール・インパクトに完全移籍。

## 代表歴
ユース年代のカナダ代表に選出されている。一時はコートジボワール代表でのプレーも考えていたが、最終的にフル代表もカナダ代表でプレーすることを選んだ。
2018年10月17日、CONCACAFネーションズリーグ予選のドミニカ代表戦でフル代表デビューを果たした。

## 人物
コートジボワールの首都アビジャン生まれ。幼少期にカナダに移住し、ケベックで育った。

## タイトル

### クラブ
FCバルセロナ
- UEFAユースリーグ: 2017-2018